# Charcas (Bolívia)
Charcas é uma província da Bolívia localizada no departamento de Potosí, sua capital é a cidade de San Pedro.